# Brachyunguis tetrapteralis
Brachyunguis tetrapteralis är en insektsart som först beskrevs av Cockerell, T.D.A. 1902.  Brachyunguis tetrapteralis ingår i släktet Brachyunguis och familjen långrörsbladlöss. Inga underarter finns listade i Catalogue of Life.